# Calandrinia pentavalvis
Calandrinia pentavalvis är en källörtsväxtart som beskrevs av Obbens. Calandrinia pentavalvis ingår i släktet sidenblommor, och familjen källörtsväxter. Inga underarter finns listade i Catalogue of Life.